# 小行星3374
小行星3374（3374 Namur）是一颗围绕太阳公转的小行星。1980年5月22日，亨利·德波鸿诺在拉西拉天文台发现了此天体。
这颗小行星的绝对星等为136.22427等。